# Bollitori
El bollitori (aparece denominado también como bullitori y bacallar bollit) es un guiso elaborado en cazuela que contiene judías, patatas y calabaza con bacalao. Este plato es tradicional en algunos municipios de la provincia de Alicante. Por no tener ningún ingrediente cárnico es un plato que se suele elaborar en Semana Santa, concretamente el Jueves Santo.

## Características
En el bollitori el bacalao en salazón es el ingrediente principal. Este pescado suele desalarse unas horas antes poniéndose en remojo. Las verduras que suelen ser patata, calabaza, habas, se suelen cortar en trozos de tamaño similar y se hierven en una olla, junto con el bacalao. Se suelen escalfar unos huevos en el agua de las verduras.Finalmente el bacalao se sirve junto con las verduras cocidas y el huevo escalfado.